# Monika Szpotańska-Sikorska
Monika Ewa Szpotańska-Sikorska – polska ginekolog, doktor habilitowany nauk medycznych i nauk o zdrowiu.

## Życiorys
W 2006 r. ukończyła studia medyczne na Warszawskim Uniwersytecie Medycznym, w 2014 r. obroniła pracę doktorską pt. Planowanie rodziny u kobiet po przeszczepieniu narządu, której promotorem była prof. Bronisława Pietrzak, w 2019 r. habilitowała się na podstawie pracy zatytułowanej Zdrowie reprodukcyjne u kobiet po przeszczepieniu nerki lub wątroby.
Została zatrudniona na Warszawskim Uniwersytecie Medycznym i w Centrum Medycznym Kształcenia Podyplomowego.